# غلوتامات أحادية الصوديوم
غلوتامات أحادية الصوديوم (قد يعرف باسم الملح الصيني) هو مركب كيميائي له الصيغة C5H8NNaO4، ويوجد على هيئة بلورات بيضاء. وهو ملح الصوديوم الأحادية لحمض الغلوتاميك. يستخدم كمضاف غذائي. ويسمى أيضا بـ E621.
يعتبر غلوتامات أحادية الصوديوم أحد الأحماض الأمينية غير الضرورية المتوافرة بكثرة في الطبيعة. تصنف إدارة الأغذية والأدوية الأمريكية ملح MSG على أنه طعام معترف به كآمن عمومًا (GRAS) ويعتبره الاتحاد الأوروبي من المواد المضافة إلى الطعام. ورمز HS لملح MSG هو 29224220 أما رقم E فهو E621. تعطي غلوتامات MSG نفس طعم الأومامي للغلوتامات من أطعمة أخرى. فالمادتان متطابقتان من الناحية الكيميائية. ويقوم مصنعو الأطعمة الصناعية بتسويق واستخدام MSG كمحسن للنكهة نظرًا لأنه يقوم بموازنة ومزج وتقريب الإحساس الكلي للمذاقات الأخرى. وتشمل الأسماء التجارية للغلوتامات أحادية الصوديوم AJI-NO-MOTO® وVetsin وAc'cent.

## اختراع MSG
نجح البروفيسور كيكوناي إكيدا في فصل حمض الغلوتاميك كمادة مذاق جديد عام 1908 من العشب البحري لاميناريا جابونيكا، الكومبو، عن طريق الاستخلاص المائي والبلورة، وأطلق على هذا المذاق اسم أومامي. فقد لاحظ أن المرق الياباني لطحلب كاتسوبوشي وكومبو له مذاق فريد لم يتم وصفه علميًا في ذلك الوقت وكان هذا الطعم مختلفًا عن الطعم الحلو والمالح والحامض والمر. وللتحقق من أن الغلوتامات المتأينة هي المسؤولة عن مذاق الأومامي، قام البروفيسور إكيدا بدراسة خصائص المذاق للعديد من أملاح الغلوتامات مثل غلوتامات الكالسيوم والبوتاسيوم والأمونيوم والماغنسيوم. تنتج كافة الأملاح طعم الأومامي بالإضافة إلى مذاق معدني خاص ناجم عن المعادن الأخرى. ومن بين هذه الأملاح، كان ملح غلوتامات الصوديوم هو الملح الأكثر قابلية للذوبان والأطيب طعمًا، كما كان يتبلور بسهولة. أطلق البروفيسور إكيدا على هذا المنتج اسم الغلوتامات أحادية الصوديوم وقدم براءة اختراع لإنتاج MSG. بدأ الأخوان سوزوكي الإنتاج التجاري لملح MSG عام 1909 تحت مسمى AJI-NO-MOTO®، والذي يعني أصل المذاق باللغة اليابانية، وهذه هي أول مرة يتم فيها إنتاج الغلوتامات أحادية الصوديوم في العالم.

## الإنتاج والخصائص الكيميائية
منذ إطلاق ملح MSG في الأسواق لأول مرة، كان إنتاجه يتم من خلال ثلاث طرق: (1) التحليل المائي لبروتينات الخضروات مع حمض الهيدروكلورليك لتكسير روابط الببتيد (1909 -1962)، و(2) التحليل الكيميائي المباشر باستخدام أكريلونيتريل (1962 – 1973) و(3) التخمر البكتيري؛ وهي الطريقة الحديثة. في البداية، يتم استخدام غلوتين القمح في التحليل المائي نظرًا لأنه يحتوي على أكثر من 30 غرام من الغلوتامات والغلوتامين في 100 غرام من البروتين. لكن نظرًا لزيادة الإنتاج لتلبية الطلب المتزايد على ملح MSG، تمت دراسة عمليات إنتاج جديدة: هي التحليل الكيميائي والتخمر. بدأت صناعة ألياف عديد الأكريليك في اليابان في منتصف الخمسينات من القرن الماضي وتم تعديل الأكريلونيتريل بعد ذلك كمادة بادئة لتحليل MSG. حاليًا، يكون معظم إنتاج MSG في العالم عن طريق التخمر البكتيري في عملية شبيهة بتخمر الخمر والخل والزبادي وحتى الشيكولاتة. وتتم إضافة الصوديوم بعد ذلك عبر خطوة المعادلة. أثناء التخمر، تفرز البكتيريا المختارة (بكتيريا كورينيفورم) المستنبتة في الأمونيا والكربوهيدرات من بنجر السكر أو قصب السكر أو التبيوكة أو دبس السكر، أحماضًا أمينية إلى مرق الاستنبات حيث يتم عزل حمض الغلوتامات الميسر L-glutamate. طورت شركة كيوا هاكو كوجويو المحدودة أول تخمر صناعي لإنتاج حمض الغلوتامات الميسر L-glutamate. وفي الوقت الراهن، يواصل ناتج التحويل ومعدل الإنتاج من السكريات إلى الغلوتامات التحسن في الإنتاج الصناعي لمادة MSG، مما سمح بمواكبة حجم الطلب. ويصبح الناتج النهائي بعد الترشيح والتركيز والتحميض والبلورة هو الحصول على الغلوتامات النقية والصوديوم والماء. وهي تظهر على هيئة مسحوق كريستالي أبيض وعديم الرائحة والذي يتحول عند إذابته إلى غلوتامات وصوديوم. يذوب هذا المسحوق في الماء بلا قيود، لكنه ليس مسترطبًا كما أنه غير قابل للذوبان على وجه الخصوص في المواد المحللة العضوية العامة مثل الإيثير. وبوجه عام، يعتبر MSG مادة مستقرة تحت الظروف العادية لمعالجة الطعام. وأثناء الطهي، لا يتحلل MSG، لكن مثل الأحماض الأمينية الأخرى يحدث اختزال أو تفاعلات ميلارد في وجود السكر عند درجات الحرارة المرتفعة جدًا.

## الاستخدام
لا يعطي ملح MSG طعمًا سائغًا في حد ذاته إذا لم يتم مزجه برائحة مستساغة متناغمة. وعند استخدامه كمُكسِّب نكهة بالكمية الصحيحة، فإن ملح MSG يتمتع بالقدرة على تحسين المكونات الأخرى ذات المذاق النشط بحيث يعمل على موازنة وتقريب المذاق العام لأطباق معينة. يختلط ملح MSG بشكل جيد مع اللحم والسمك والدواجن والعديد من الخضروات والمرق والشوربة والمخللات، ويزيد من أفضلية أغذية معينة مثل مرق لحم العجل. لكن مثل المذاقات الأساسية الأخرى باستثناء السكروز، يعمل ملح MSG على تحسين الطعم المستساغ فقط في حالة استخدامه بتركيز صحيح. وعند استعمال ملح MSG بشكل مفرط فإنه يؤدي إلى إتلاف مذاق الطبق بسرعة. وعلى الرغم من أن هذا التركيز يختلف تبعًا لنوع الطعام، ففي المرق الرائق يتراجع الطعم المستساغ بسرعة في حالة استخدام أكثر من 1 غرام من MSG لكل 100 مل. علاوة على ذلك، هناك تفاعل بين MSG والملح (كلوريد الصوديوم) ومواد الأومامي الأخرى مثل النوكليوتيد. ويجب أن تكون كافة هذه المكونات بتركيز مثالي للحصول على أفضل طعم مستساغ. من خلال هذه الخصائص، يمكن استخدام MSG لتقليل تناول الملح (الصوديوم)، والذي يجعل المرء عرضة لارتفاع ضغط الدم وأمراض القلب والسكتة. يتحسن مذاق الأطعمة منخفضة الملح مع استخدام MSG حتى مع تقليل الملح بنسبة 30%. حيث يكون محتوى الصوديوم (من حيث نسبة الكتلة) في MSG أقل ثلاث مرات تقريبًا (12%) بخلاف كلوريد الصوديوم (39%). ولقد استخدمت الأملاح الأخرى للغلوتامات في الحساء منخفض الملح، لكن بطعم مستساغ أقل من MSG.

## سلامة MSG كمُحسِّن للنكهة
تم استخدام MSG بأمان على مدى أكثر من 100 عام في تتبيل الطعام. وخلال هذه الفترة، أجريت دراسات مكثفة لتوضيح دور MSG وفوائده وسلامته. في هذا الصدد، اعتبر الهيئات الدولية والوطنية المسؤولة عن سلامة المواد المضافة إلى الأطعمة أن مادة MSG آمنة للاستهلاك الآدمي كمحسن للرائحة. في الأصل أطلق على «مجموعة أعراض MSG» اسم «متلازمة المطعم الصيني» عندما أعلن روبرت هومان كوك بشكل وصفي عن الأعراض التي شعر بها بعد وجبة أمريكية-صينية. وأشار كوك إلى وجود أسباب عديدة للأعراض؛ منها الكحوليات الناجمة عن الطهي بالنبيذ، أو محتوى الصوديوم أو توابل MSG. لكن أصبح MSG محط التركيز وأصبحت الأعراض مرتبطة منذ ذلك الحين بمادة MSG. لم تتم دراسة تأثير النبيذ ومحتوى الملح مسبقًا. ومع مرور السنوات، ازدادت العناصر المدرجة في قائمة الأعراض غير المحددة استنادًا إلى أسباب وصفية. وفي الظروف العادية، نحن نتمتع بالقدرة على أيض الغلوتامات التي تتضمن نسبة قليلة جدًا من السمية الحادة. تتراوح الجرعة المميتة بالفم لنسبة 50% من الخاضعين للدراسة (LD50) ما بين 15 إلى 18 غم/كغم من وزن الجسم في الفئران والقوارض على التوالي، وهي أعلى بمقدار 5 مرات من الجرعة المميتة للنصف LD50 الخاصة بالملح (3 غم / كجم في الفئران) بالتالي، فإن تناول MSG كمادة مضافة إلى الطعام وتناول المستوى العادي من حمض الغلوتاميك في الأطعمة لا يمثل مخاطر تسمم لدى الإنسان. استنتج تقرير من اتحاد الجمعيات الأمريكية للبيولوجيا المعملية (FASEB) والذي تم إعداده عام 1995 بالنيابة عن إدارة الأغذية والأدوية الأمريكية (FDA) أن مادة MSG آمنة عند «تناولها بمستويات معتادة»، وعلى الرغم من استجابة مجموعة فرعية على الأرجح من أفراد أصحاء ظاهريًا لهذه المادة بمجموعة أعراض MSG عند تعرضهم لمقدار 3 غم من MSG في غياب الطعام، إلا أنه لم يتم الإبلاغ عن ضحايا من جراء تناول MSG نظرًا لأن قائمة مجموعة أعراض MSG كانت تستند إلى تقارير استشهادية. أشار هذا التقرير أيضًا إلى أنه لا توجد هناك بيانات تؤيد دور الغلوتامات في الأمراض المزمنة والموهنة. فشلت تجربة سريرية مزدوجة التعمية متعددة المراكز خاضعة للمراقبة في إثبات العلاقة بين مجموعة أعراض MSG واستهلاك MSG لدى الأشخاص الذين يُعتقد بأنهم يتفاعلون عكسيًا مع MSG. ولم يتم إثبات وجود ارتباط إحصائي، وإنما كانت هناك استجابات قليلة وكانت غير متسقة. ولم تتم ملاحظة الأعراض عند إعطاء MSG مع الطعام.
وقد شملت المراقبة الكافية لصالح التجربة تصميم تجربة مزدوجة التعمية لمقارنة دواء وهمي بآخر حقيقي (DBPC) ووضع المادة في كبسولات نظرًا للمذاق القوي والفريد للغلوتامات. وفي دراسة أجراها تاراسوف وكيلي (1993) تم إعطاء 71 مشارك صائم 5 غم من MSG ثم تناولوا بعد ذلك إفطارًا عاديًا. وكان هناك تفاعل واحد فقط، وكان هذا التفاعل مع العلاج الوهمي لدى فرد معروف عنه حساسيته لمادة MSG  وفي دراسة مختلفة أجراها جيها وآخرون (2000)، تم اختبار التفاعل لدى 130 شخصًا معروف عنهم حساسيتهم لمادة MSG. وتم إجراء تجارب DBPC عديدة ولم تتم المتابعة إلا مع الأشخاص الذين ظهر لديهم اثنان من الأعراض على الأقل. وقد استجاب شخصان فقط من مجمل المشاركين في الدراسة لكافة التحديات الأربعة. ونظرًا لانخفاض التفشي بهذه الصورة، استنتج الباحثون أن الاستجابة لمادة MSG غير قابلة للتناقل الوراثي.
أعطت دراسات إضافية حول ما إذا كانت مادة MSG تسبب البدانة نتائج مختلطة. وقد كانت هناك دراسات عديدة لدراسة العلاقة الوصفية بين MSG والربو؛ إلا أن الدليل الحالي لم يدعم وجود أي ارتباط عادي.
ونظرًا لأن الغلوتامات تعد ناقلات عصبية هامة في العقل البشري، حيث تمثل عنصرًا أساسيًا في التعلم والذاكرة، فهناك دراسة مستمرة يجريها أطباء الأعصاب حول التأثيرات الجانبية المحتملة لمادة MSG في الطعام لكن لم تُظهر أية دراسات شاملة وجود أي ارتباطات.

### أستراليا ونيوزيلندا
أفادت هيئة معايير الغذاء في أستراليا ونيوزيلندا  (FSANZ) أن «الدليل العام من الدراسات العلمية العديدة» ينفي صراحة وجود أي ارتباط بين MSG «والتفاعلات العكسية الخطيرة» أو «التأثيرات ممتدة المفعول»، معلنة بذلك أن مادة MSG «آمنة لعامة السكان». مع ذلك، أوضح الدليل أن هناك نسبة تقل عن 1% من الأفراد المصابين بالحساسية قد يتعرضون لأعراض جانبية «مؤقتة» مثل «الصداع والتنميل/الوخز، والاحمرار وتصلب العضلات والضعف العام»عند تناول كمية كبيرة من MSG في وجبة واحدة. وينبغي تشجيع الأشخاص الذين يعتبرون أنفسهم متحسسين لمادة MSG على تأكيد ذلك من خلال تقييم طبي مناسب.
يقتضي المعيار 1.2.4 من قانون المعايير الغذائية في أستراليا ونيوزيلندا في حالة إضافة مادة MSG إلى الغذاء ضرورة وضع ملصق بذلك على الأطعمة المغلفة. ويجب أن يحمل هذا الملصق اسم فئة المادة المضافة للطعام (مثل محسن للنكهة) متبوعًا إما باسم المادة المضافة للطعام، MSG، أو رقم نظام الترقيم الدولي (INS)، 621.

### الولايات المتحدة
تعد الغلوتامات أحادية الصوديوم (MSG) أحد الأشكال العديدة لحمض الغلوتاميك الموجود في الأطعمة، والسبب في ذلك إلى حد كبير يرجع إلى أن حمض الغلوتاميك، ذي طبيعة متغلغلة، لكونه أحد الأحماض الأمينية. ويتواجد أيضًا حمض الغلوتاميك وأملاحه في مجموعة كبيرة من المواد المضافة الأخرى، والتي من بينها بروتينات الخضروات المحلمأة والخميرة المحللة ذاتيا والخميرة المحلمأة وخلاصة الخميرة وخلاصات الصويا ، والبروتين المستفرد، والتي يجب تسميتها بهذه الأسماء الشائعة والمعتادة. منذ 1998، أصبح من غير الممكن إدراج MSG ضمن مصطلح «التوابل ومكسبات النكهة». تُستخدم المواد المضافة إلى الأطعمة في العادة مثل الإنوسينات ثنائية الصوديوم والجوانيلات ثنائية الصوديوم، والتي هي مستحضرات ريبونيكليوتيدات، بشكل متناغم مع المكونات التي تحتوى على الغلوتامات أحادية الصوديوم. مع ذلك، يُستخدم الآن مصطلح «نكهة طبيعية» في صناعة الأغذية عند استعمال حمض الغلوتاميك (مادة MSG بدون إضافة ملح الصوديوم). ونظرًا لنقص التشريعات من جانب إدارة الأغذية والأدوية، يستحيل تحديد نسبة حمض الغلوتاميك التي تمثل بالفعل «النكهة الطبيعية».
تعتبر إدارة الأغذية والأدوية أن الملصقات التي تحمل عبارة «لا يوجد MSG» أو «لم تتم إضافة MSG» مضللة إذا كان الطعام يحتوي على مكونات تعد مصدرًا للغلوتامات الحرة، مثل البروتين المهدرج. في عام 1993، اقترحت إدارة الأغذية والأدوية إضافة عبارة «(يحتوي على الغلوتامات)» إلى الأسماء العامة أو الشائعة لحُلامات بروتين معينة، والتي تحتوي على كميات كبيرة من الغلوتامات.
في إصدار عام 2004 من كتابه حول الغذاء والطهي، أكد المؤلف المهتم بالأغذية هارولد ماكجي أنه [بعد العديد من الدراسات]، استنتج خبراء السموم مادة MSG غير ضارة لمعظم الأشخاص، حتى في حالة تناولها بكميات كبيرة".

## راجع أيضًا
- الجرعة اليومية المقبولة
- غلوتامات ثنائية الصوديوم
- تسمم الخلايا
- قائمة المواد المضافة إلى الأطعمة
- غلوتامات أحادية البوتاسيوم
- أومامي

## الروابط الخارجية
- الغلوتامات أحادية الصوديوم: هل هي ضارة؟ (مايو كلينيك)
- الحقائق حول الغلوتامات أحادية الصوديوم (EUFIC)